# Верцани
Верцани (пол. Wiercany) — село в Польщі, у гміні Івежиці Ропчицько-Сендзішовського повіту Підкарпатського воєводства.
Населення — 724 особи (2011).
У 1975-1998 роках село належало до Ряшівського воєводства.

## Демографія
Демографічна структура станом на 31 березня 2011 року:
|          | Загалом | Допрацездатний вік | Працездатний вік | Постпрацездатний вік |
| -------- | ------- | ------------------ | ---------------- | -------------------- |
| Чоловіки | 358     | 82                 | 236              | 40                   |
| Жінки    | 366     | 83                 | 203              | 80                   |
| Разом    | 724     | 165                | 439              | 120                  |